# Palo Santo (álbum de Years & Years)
Palo Santo es el segundo álbum de estudio del trío británico Years & Years, lanzado mundialmente el 6 de julio de 2018 por el sello discográfico Polydor. Su fecha de publicación y lista de canciones fueron anunciadas previamente, constando la edición estándar con once temas y la de lujo con dieciséis, todos compuestos y producidos por el mismo trío, en ocasiones recibiendo ayuda de Steve Mac, Jesse Shatkin, Greg Kurstin o Mark Ralph.
Palo Santo fue bien recibido por los críticos, quienes alabaron los ritmos y la voz de Olly Alexander. En Metacritic, acumuló 81 puntos de 100, basándose en un total de dieciocho reseñas profesionales. El trío, celebró durante 2018 - 2019 el "Palo Santo Tour" como apoyo ha dicho álbum.

## Sencillos
Todas las canciones de Palo Santo fueron coescritas por Alexander. El álbum se abre con "Sanctify", producido por Kid Harpoon y primer sencillo del álbum publicado en 2018. El tema está inspirado de Dancer from the Dance, Alexander escribió la canción sobre sus relaciones pasadas con hombres de identificación heterosexual, cuyos sentimientos conflictivos analiza en letras evocadoras sobre máscaras oscurecedoras y confesiones pecaminosas, mientras les asegura que lo que están haciendo no está mal. Los siguientes tres sencillos: «If You're Over me», «All for You» y «Play», también fueron lanzados a lo largo de 2018.

## Recepción
Palo Santo ha recibido elogios de la crítica de música. En Metacritic, que asigna una calificación normalizada de 100 a las reseñas de los críticos principales, el álbum tiene una puntuación promedio de 81 basada en 16 reseñas, lo que indica "aclamación universal". El colaborador de NME, El Hunt, le dio al álbum cinco estrellas, la calificación más alta posible para la revista, y observó que el álbum "vincula el intenso escapismo de la música pop con el santuario que la comunidad queer busca en sus propios espacios especiales y sagrados", antes de concluir que Pop sucio, sexy y completamente libertino en su máxima expresión; Palo Santo se siente como un álbum mágico ". Alim Kheraj de DIY otorgó al álbum una calificación similar, y señaló que lo que Palo Santo tiene que le falta a Communion es una "balada inventiva", y lo describió como un "disco abrumadoramente íntimo que hace que te preguntes de qué podría ser capaz Years & Years a continuación".

## Lista de canciones
- Edición estándar

| Sao Palo |                      |                                                               |          |  |
| N.º      | Título               | Escritor(es)                                                  | Duración |  |
| 1.       | «Sanctify»           | Olly Alexander y Thomas Hunt                                  | 3:09     |  |
| 2.       | «Hallelujah»         | Alexander, Julia Michaels, Justin Tranter y Greg Kurstin      | 3:09     |  |
| 3.       | «All for you»        | Alexander, Mark Ralph y Kurstin                               | 3:39     |  |
| 4.       | «Karma»              | Alexander, Sarah Hudson, Clarence Coffee Jr. y Daniel Traynor | 3:13     |  |
| 5.       | «Hypnotised»         | Alexander y Ralph                                             | 4:03     |  |
| 6.       | «Rendezvous»         | Alexander, Ralph, Michael Goldsworthy y Emre Türkmen          | 3:04     |  |
| 7.       | «If Your're Over Me» | Alexander, Ralph y Steve McCutcheon                           | 3:09     |  |
| 8.       | «Preacher»           | Alexander, Michaels, Tranter y Jesse Shatkin                  | 3:26     |  |
| 9.       | «Lucky Espace»       | Alexander                                                     | 3:46     |  |
| 10.      | «Palo Santo»         | Alexander y Hudson                                            | 4:02     |  |
| 11.      | «Here»               | Alexander                                                     | 1:39     |  |
| 36:49    |                      |                                                               |          |  |

- Edición de lujo (Físico)

| Palo Santo |                |                                         |          |  |
| N.º        | Título         | Escritor(es)                            | Duración |  |
| 1.         | «Howl»         | Alexander, Turkmen, Goldsworthy y Ralph | 3:53     |  |
| 2.         | «Don't Panic»  | Alexander y Hull                        | 3:15     |  |
| 3.         | «Up In Flames» | Alexander y Kurstin                     | 3:34     |  |
| 44:29      |                |                                         |          |  |

- Edición de lujo (Digital)

| Palo Santo |                        |                                         |          |  |
| N.º        | Título                 | Escritor(es)                            | Duración |  |
| 1.         | «Play» (con Jax Jones) | Alexander, Aluo, Emenike y Ralph        | 3:06     |  |
| 2.         | «Valentino» (con MNEK) | Alexander y Emenike                     | 3:02     |  |
| 3.         | «Howl»                 | Alexander, Turkmen, Goldsworthy y Ralph | 3:53     |  |
| 4.         | «Don't Panic»          | Alexander y Hull                        | 3:15     |  |
| 5.         | «Up In Flames»         | Alexander y Kurstin                     | 3:34     |  |
| 50:37      |                        |                                         |          |  |

## Posicionamiento en listas

### Semanales
| País              | Lista                   | Mejor posición |
| ----------------- | ----------------------- | -------------- |
| Alemania          | German Albums Chart     | 27             |
| Australia         | Australian Albums Chart | 26             |
| Austria           | Austrian Albums Chart   | 50             |
| Bélgica (Flandes) | Ultratop 200 Albums     | 6              |
| Bélgica (Valonia) | Ultratop 200 Albums     | 25             |
| Canadá            | Canadian Albums         | 52             |
| Corea del Sur     | South Korean Albums     | 61             |
| Dinamarca         | Danish Albums Chart     | 22             |
| Escocia           | Scottish Albums Chart   | 3              |
| España            | Spanish Albums Chart    | 68             |
| Estados Unidos    | Billboard 200           | 75             |
| Estados Unidos    | Dance/Electronic Albums | 1              |
| Francia           | French Albums Chart     | 18             |
| Hungría           | Top 40 album- lista     | 35             |
| Irlanda           | Irish Albums Chart      | 7              |
| Noruega           | Norwegian Albums Chart  | 13             |
| Países Bajos      | Dutch Albums Top 100    | 14             |
| Polonia           | Polish Albums Chart     | 22             |
| Reino Unido       | UK Albums Chart         | 3              |
| Suecia            | Swedish Albums Chart    | 38             |
| Suiza             | Swiss Albums Chart      | 15             |

### Certificaciones
| Territorio  | Organismo certificador | Certificación | Ventas certificadas | Ref.   |
| ----------- | ---------------------- | ------------- | ------------------- | ------ |
| Reino Unido | BPI                    | Oro           | 60 000              | [ 33 ] |

### Anuales
| Bélgica (Flandes) | Ultratop 200 Albums | 110 |